# Dalayna Hewitt
Dalayna Hewitt (15 dicembre 2000) è una tennista statunitense.

## Biografia
Dalayna Hewitt ha vinto 2 titoli in singolare e 12 titoli in doppio nel circuito ITF in carriera. Il 4 dicembre 2023  ha raggiunto il best ranking in singolare alla 401ª posizione mondiale, mentre il 18 settembre 2023 ha raggiunto in doppio la 183ª posizione mondiale.

## Statistiche ITF

### Singolare

#### Vittorie (2)
| Torneo $100.000 (0) |
| Torneo $80.000 (0)  |
| Torneo $60.000 (0)  |
| Torneo $40.000 (0)  |
| Torneo $25.000 (0)  |
| Torneo $15.000 (2)  |

| N. | Data           | Torneo                          | Superficie | Avversaria in finale | Score    |
| 1. | 25 luglio 2021 | Magic Hotel Tours, Monastir     | Cemento    | Ayumi Koshiishi      | 6-4, 6-4 |
| 2. | 20 luglio 2025 | Soltepec Tennis Tour, Huamantla | Cemento    | Ava Rodriguez        | 6-2, 6-2 |

#### Sconfitte (4)
| Torneo $100.000 (0) |
| Torneo $80.000 (0)  |
| Torneo $60.000 (0)  |
| Torneo $40.000 (1)  |
| Torneo $25.000 (1)  |
| Torneo $15.000 (2)  |

| N. | Data              | Torneo                               | Superficie  | Avversaria in finale | Score         |
| 1. | 22 settembre 2019 | Minds Tennis Classic, Lubbock        | Cemento     | Jessica Livianu      | 4-6, 6-1, 3-6 |
| 2. | 6 ottobre 2019    | Norman Open Series Women's, Norman   | Cemento     | Anna Turati          | 2-6, 3-6      |
| 3. | 14 maggio 2023    | Orlando Women's Open, Orlando        | Terra verde | Fanny Stollár        | 6(4)-7, 2-6   |
| 4. | 24 febbraio 2024  | Women's CDMX-YMCA, Città del Messico | Cemento     | Jamie Loeb           | 2-6, 2-6      |

### Doppio

#### Vittorie (12)
| Torneo $100.000 (0) |
| Torneo $80.000 (0)  |
| Torneo $60.000 (2)  |
| Torneo $40.000 (3)  |
| Torneo $25.000 (3)  |
| Torneo $15.000 (4)  |

| N.  | Data              | Torneo                                            | Superficie  | Compagna              | Avversarie in finale                                | Score             |
| 1.  | 29 maggio 2021    | Magic Hotel Tours, Monastir                       | Cemento     | Chiara Scholl         | Emma Davis María Paulina Pérez                      | 6-4, 6-2          |
| 2.  | 10 luglio 2021    | Magic Hotel Tours, Monastir                       | Cemento     | Alana Smith           | Emilie Lindh Valentina Ryser                        | 6-4, 6-3          |
| 3.  | 17 luglio 2021    | Magic Hotel Tours, Monastir                       | Cemento     | Alana Smith           | Ayumi Koshiishi Michika Ozeki                       | 6-4, 6-2          |
| 4.  | 11 marzo 2023     | Graystone ITF Challenger Driven, Fredericton      | Cemento (i) | Jessie Aney           | Quinn Gleason Jamie Loeb                            | 7-6(2), 6-4       |
| 5.  | 11 giugno 2023    | ITF Villa de Madrid Copa Volvo, Madrid            | Cemento     | Alana Smith           | Li Zongyu Vasanti Shinde                            | 4-6, 6-2, [10-6]  |
| 6.  | 30 settembre 2023 | Santarém Ladies Open, Santarém                    | Cemento     | Madison Sieg          | Maryna Kolb Nadiia Kolb                             | 6-4, 2-6, [12-10] |
| 7.  | 21 ottobre 2023   | Challenger Banque Nationale de Saguenay, Saguenay | Cemento     | Robin Anderson        | Mia Kupres Johanne Svendsen                         | 6-1, 6-4          |
| 8.  | 2 dicembre 2023   | Britania Sport Center, Veracruz                   | Cemento     | Veronika Mirošničenko | Victoria Hu Melany Krywoj                           | 2-6, 6-3, [10-8]  |
| 9.  | 26 ottobre 2024   | Challenger Banque Nationale de Saguenay, Saguenay | Cemento (i) | Anna Rogers           | Magali Kempen Lara Salden                           | 6-1, 7-5          |
| 10. | 9 novembre 2024   | Women's Britania Sport Center, Veracruz           | Cemento     | Hanna Chang           | Jéssica Hinojosa Gómez Hiroko Kuwata                | 6-4, 7-5          |
| 11. | 16 novembre 2024  | Akari Fundación Caudillos, Chihuahua              | Cemento     | Haley Giavara         | Laura Samson Ana Sofía Sánchez                      | 6-1, 6-3          |
| 12. | 13 luglio 2025    | Soltepec Tennis Tour, Huamantla                   | Cemento     | Dasha Ivanova         | Jéssica Hinojosa Gómez María Fernanda Navarro Oliva | 7-5, 4-6, [10-7]  |

#### Sconfitte (11)
| Torneo $100.000 (0) |
| Torneo $80.000 (0)  |
| Torneo $60.000 (4)  |
| Torneo $40.000 (0)  |
| Torneo $25.000 (2)  |
| Torneo $15.000 (5)  |

| N.  | Data              | Torneo                                                | Superficie  | Compagna             | Avversarie in finale                       | Score                |
| 1.  | 11 gennaio 2019   | ITF International Open Fort-de-France, Fort-de-France | Cemento     | Emily Appleton       | Eleni Kordolaimi Alice Tubello             | 3-6, 7-5, [4-10]     |
| 2.  | 12 giugno 2021    | Magic Hotel Tours, Monastir                           | Cemento     | Kariann Pierre-Louis | Miharu Imanishi Haine Ogata                | 5-7, 6(0)-7          |
| 3.  | 18 settembre 2021 | Magic Hotel Tours, Monastir                           | Cemento     | Elena Milovanović    | Sharmada Balu Sravya Shivani Chilakalapudi | 5-7, 3-6             |
| 4.  | 6 agosto 2022     | Lexington Challenger, Lexington                       | Cemento     | Jada Hart            | Aldila Sutjiadi Kateryna Volodko           | 5-7, 3-6             |
| 5.  | 13 maggio 2023    | Orlando Women's Open, Orlando                         | Terra verde | Katarina Jokić       | Makenna Jones Maria Mateas                 | 4-6, 2-6             |
| 6.  | 5 agosto 2023     | Lexington Challenger, Lexington                       | Cemento     | Olivia Gadecki       | Alexis Blokhina Ava Markham                | 4-6, 6(1)-7          |
| 7.  | 13 aprile 2024    | SEIMS Cup, Osaka                                      | Cemento     | Lizette Cabrera      | Natsuho Arakawa Miho Kuramochi             | 4-6, 6-3, [7-10]     |
| 8.  | 8 giugno 2024     | Palmetto Pro Open, Sumter                             | Cemento     | Sophie Chang         | Alicia Herrero Liñana Melany Krywoj        | 3-6, 3-6             |
| 9.  | 19 ottobre 2024   | Calgary National Bank Challenger, Calgary             | Cemento (i) | Robin Anderson       | Kayla Cross Maribella Zamarripa            | 7-6(3), 5-7, [10-12] |
| 10. | 18 gennaio 2025   | Magic Hotel Tours by FTT, Monastir                    | Cemento     | Elena Milovanović    | Sapfo Sakellaridi Radka Zelníčková         | 1-6, 3-6             |
| 11. | 19 luglio 2025    | Soltepec Tennis Tour, Huamantla                       | Cemento     | Dasha Ivanova        | Kianah Motosono María Camila Torres Murcia | 4-6, 4-6             |